# Strange but True
Strange but True (Brasil: Estranho Mas Verdade ) é um filme de suspense estadunidense de 2019 dirigido por Rowan Athale a partir de um roteiro de Eric Garcia. O filme é uma adaptação do romance homônimo de 2004 de John Searles e estrelado por Amy Ryan, Nick Robinson, Margaret Qualley, Blythe Danner, Brian Cox, Greg Kinnear e Connor Jessup.
Teve sua estreia mundial no Festival Internacional de Cinema de Edimburgo em 22 de junho de 2019. Foi lançado em 6 de setembro de 2019 pela CBS Films.

## Sinopse
Ronnie Chase morreu na noite do baile. Cinco anos depois, Melissa Moody, a ex-namorada de Ronnie, chega na casa de sua mãe e diz que está grávida do bebê de Ronnie. Melissa afirma que o único homem com quem ela já fez sexo foi Ronnie e ela reproduz uma gravação de uma leitura psíquica que recebeu para Charlene e Philip, a mãe e irmão mais novo de Ronnie. Charlene, com raiva, pede que ela saia.
Melissa é mostrada na casa de Bill e Gail Erwin, que a acolheram porque seus pais não gostam que ela caia no misticismo e na obsessão pela morte de Ronnie. Os desmaios de Melissa são mencionados, assim como a tendência de Bill para fumar em segredo. Bill está com tosse e Gail quer que ele vá ao médico, mas ele desiste. Mais tarde, Gail está lavando roupa e encontra o esconderijo de cigarros de Bill, bem como um pacote de comprimidos meio usado. Ela vai à farmácia para perguntar sobre eles.
Depois de um café da manhã tenso entre Charlene e Philip, Philip expõe a ideia de que o esperma congelado de Ronnie poderia ter sido usado para engravidar Melissa. Charlene vai à biblioteca, onde trabalhava, pesquisar a ideia e depois liga para o ex-marido, Richard, que é médico. Ela pergunta se o esperma congelado pode ou não ser usado para engravidar alguém. Richard desliga e depois liga para Philip e depois para Bill's Hardware. Enquanto isso, Philip visita a mesma vidente que Melissa viu, que lhe diz que ele precisa seguir em frente com a morte de Ronnie.
Charlene vai até a casa de Erwin para falar com Melissa. No entanto, Gail atende a porta e menciona que ela é grata por Richard pagar o aluguel em nome de Melissa enquanto ela permanece em sua cabana. Charlene liga para Richard novamente, zangada com o que Gail disse a ela. Holly, a nova esposa de Richard, atende o telefone e afirma que Richard está indo para Nova York para ver Charlene. Charlene intercepta Richard no aeroporto e o confronta sobre o pagamento do aluguel de Melissa. No caminho para casa, eles discutem sobre Melissa e as consequências da morte de Ronnie.
Philip foi ver Melissa em sua casa. Eles falam sobre a perna quebrada de Philip, que quebrou quando ele permitiu que um carro o atropelasse enquanto trabalhava como mensageiro de bicicleta. Ele se mudou para a cidade de Nova York por causa de um plano que fez com Ronnie antes de morrer e então estava procurando uma desculpa para ir embora. Melissa discute seus desmaios e seus sonhos com Ronnie. Gail, entretanto, volta para casa da farmácia e com raiva confronta Bill no porão de sua casa. Ela descobriu que os comprimidos são Flunitrazepam que ele secretamente deu para Melissa e a estuprou, causando-lhe desmaios e gravidez. Gail e Bill acabam brigando na escada. Ela cai da escada e morre no chão. Na cabana, o trabalho de parto de Melissa começa e Philip a leva até o carro para levá-la ao hospital. No entanto, ela quer que ele encontre Gail e Bill para que eles possam ir juntos. Philip olha pela janela do porão e vê Bill sentado ao lado do corpo de Gail. O telefone de Philip toca, o que faz com que Bill o perceba, e Bill sai com uma espingarda para encontrá-lo. Philip abruptamente liga para sua mãe para que seus pais saibam que devem ir para a casa de Erwin, sentindo que Philip está perturbado. Bill persegue Philip pela floresta, eventualmente pegando-o e nocauteando-o com a coronha da espingarda. Melissa dirige sozinha para o hospital.
Bill cava uma cova rasa em seu celeiro para enterrar Philip. Charlene e Richard aparecem na casa e Bill consegue convencê-los de que nada está errado. No entanto, Charlene vê uma das muletas de Philip no chão do lado de fora. Charlene e Richard entram na casa depois de ouvir o telefone de Phil tocar e encontram o corpo de Gail. Bill tenta enterrar Philip vivo, mas Philip começa a lutar. Bill começa a sufocar Philip, mas Philip consegue derrubar a espingarda e puxar o gatilho, alertando seus pais. Richard entra e fica com Philip. Bill levanta a espingarda na direção de Richard e Philip, mas então Charlene se move para ficar entre eles. Bill diz que não queria machucá-la e depois se mata.
Melissa dá à luz seu bebê e um flashback mostra a noite em que Ronnie morreu em um acidente enquanto era conduzida em uma limusine. Ele estava de pé no teto solar gritando que amava Melissa, por ordem dela, e o motorista da limusine estava distraído. Charlene é vista segurando o bebê de Melissa enquanto Philip e Richard observam.

## Elenco
- Margaret Qualley como Melissa Moody
- Amy Ryan como Charlene Chase
- Greg Kinnear como Richard Chase
- Nick Robinson como Philip Chase
- Connor Jessup como Ronnie Chase
- Blythe Danner como Gail Erwin
- Mena Massoud como Chaz
- Brian Cox como Bill Erwin
- Janaya Stephens como Pilia
- Sarah Allen como Holly
- Allegra Fulton como Chantrel
- Dipal Patel como estagiário
- Darryl Fulton como Vaughn
- Noah Denver como amigo
- Christy Bruce como enfermeira
- Tennille Read como enfermeira do departamento de emergência
- Joey Parro como motorista da limusine
- Vanessa Burns como Doutora

## Produção
Em maio de 2017, foi anunciado que Amy Ryan, Greg Kinnear, Nick Robinson, Margaret Qualley, Connor Jessup, e Blythe Danner se juntaram ao elenco do filme, com Rowan Althe dirigindo um roteiro de Eric Garcia. Em junho de 2017, Mena Massoud se juntou ao elenco do filme. As filmagens aconteceram em Toronto.

## Lançamento
Em fevereiro de 2018, a CBS Films adquiriu os direitos de distribuição do filme. Teve sua estreia mundial no Festival Internacional de Cinema de Edimburgo em 22 de junho de 2019. Foi lançado em 6 de setembro de 2019.